# 森川陽子
森川 陽子（もりかわ ようこ）は日本の女性声優。主にアダルトゲームに声をあてている。

## 出演作品

### ゲーム

#### 1996年
- 野々村病院の人々（牧野 梨恵、牧野 智恵）

#### 2000年
- レンズの向こう側（藤枝 藍巳）

#### 2001年
- Vie -いつかの夏の日。
- W/B 〜white rose/black lily〜（アネッタ）[1]

#### 2002年
- DoNoR（志水 史保美）
- めい★ぷる（森咲 美桜）

#### 2004年
- おやつのじかん（アイスクリームたん）
- ニセ教祖（石倉 夢美）
- Princess Brave 雀卓の騎士（ヒースクリフ・コズグレーヴ）
- るな・るな! Lunar Lunatic（清河 鮎）

#### 2005年
- ウソツキは天使のはじまり（一本槍 珠代）
- つくしてあげるの! 〜だっておにいちゃんのおよめさんになりたいんだもん〜（鳥居 梨）
- 双子モノ（椎名 陽芙美）
- 僕は天使じゃないよ（ローザ）
- 夢みてナイト!-The night of beautiful dreamer-（有栖川 はるか）

#### 2006年
- 彼女たちの流儀（由希 せせり）
- ぐろぶら 〜Grow up Bride〜
- 姉妹丼 〜汁だくで〜（一澄）
- ネコっかわいがり! 〜クレインイヌネコ病院診療中〜（クレイン先生）

#### 2007年
- 妹に!スク水着せたら脱がさないっ!（鈴原 恵子）
- うちの妹のばあい純愛版（春日 さゆり）
- Scramble Heart（本多 智美）
- 聖炎天使エレアノール（ミディア・レノ）
- Chu×Chuアイドる（キッス）
- Chu×Chuぱらだいす 〜Encore Live〜（キッス）
- 孕女 〜俺はこの学園で復讐を成し遂げる〜（佐田 裕香）